# Desastres em 1958
Nesta página encontrará referências aos desastres ocorridos durante o ano de 1958.

## Fevereiro
- 6 de fevereiro - O Desastre aéreo de Munique ocorreu quando o voo BE609 da empresa Britânica British European Airways se despenhou ao descolar durante uma tempestade de neve.[1]